# Christoph Halper
Christoph Halper (21 maggio 1998) è un calciatore austriaco, centrocampista dell'Oberwart.

## Caratteristiche tecniche
È un centrocampista centrale.

## Carriera
Ha esordito in tipico-Bundesliga il 24 febbraio 2019 disputando con il Mattersburg l'incontro pareggiato 1-1 contro lo Sturm Graz.

## Statistiche
Statistiche aggiornate al 12 dicembre 2019.

### Presenze e reti nei club
| Stagione        | Squadra         | Campionato      | Campionato | Campionato | Coppe nazionali | Coppe nazionali | Coppe nazionali | Coppe continentali | Coppe continentali | Coppe continentali | Altre coppe | Altre coppe | Altre coppe | Totale | Totale | Totale |
| Stagione        | Squadra         | Comp            | Pres       | Reti       | Comp            | Pres            | Reti            | Comp               | Pres               | Reti               | Comp        | Pres        | Reti        | Pres   | Reti   |        |
| --------------- | --------------- | --------------- | ---------- | ---------- | --------------- | --------------- | --------------- | ------------------ | ------------------ | ------------------ | ----------- | ----------- | ----------- | ------ | ------ | ------ |
| 2013-2014       | Stegersbach     | RL              | 8          | 0          | CA              | 0               | 0               |                    | -                  | -                  |             | -           | -           | 8      | 0      |        |
| 2018-2019       | Mattersburg II  | RL              | 16         | 8          |                 | -               | -               |                    | -                  | -                  |             | -           | -           | 16     | 8      |        |
| 2018-2019       | Mattersburg     | BL              | 7          | 1          | CA              | 0               | 0               |                    | -                  | -                  |             | -           | -           | 7      | 1      |        |
| 2019-2020       | Mattersburg     | BL              | 17         | 1          | CA              | 2               | 1               |                    | -                  | -                  |             | -           | -           | 19     | 2      |        |
| Totale carriera | Totale carriera | Totale carriera | 48         | 10         |                 | 2               | 1               |                    | -                  | -                  |             | -           | -           | 50     | 11     |        |